# Hladkowytschi
Hladkowytschi (ukrainisch Гладковичі; russisch Гладковичи Gladkowitschi, polnisch Hładkowicze) ist ein Dorf in der ukrainischen Oblast Schytomyr mit etwa 1500 Einwohnern.

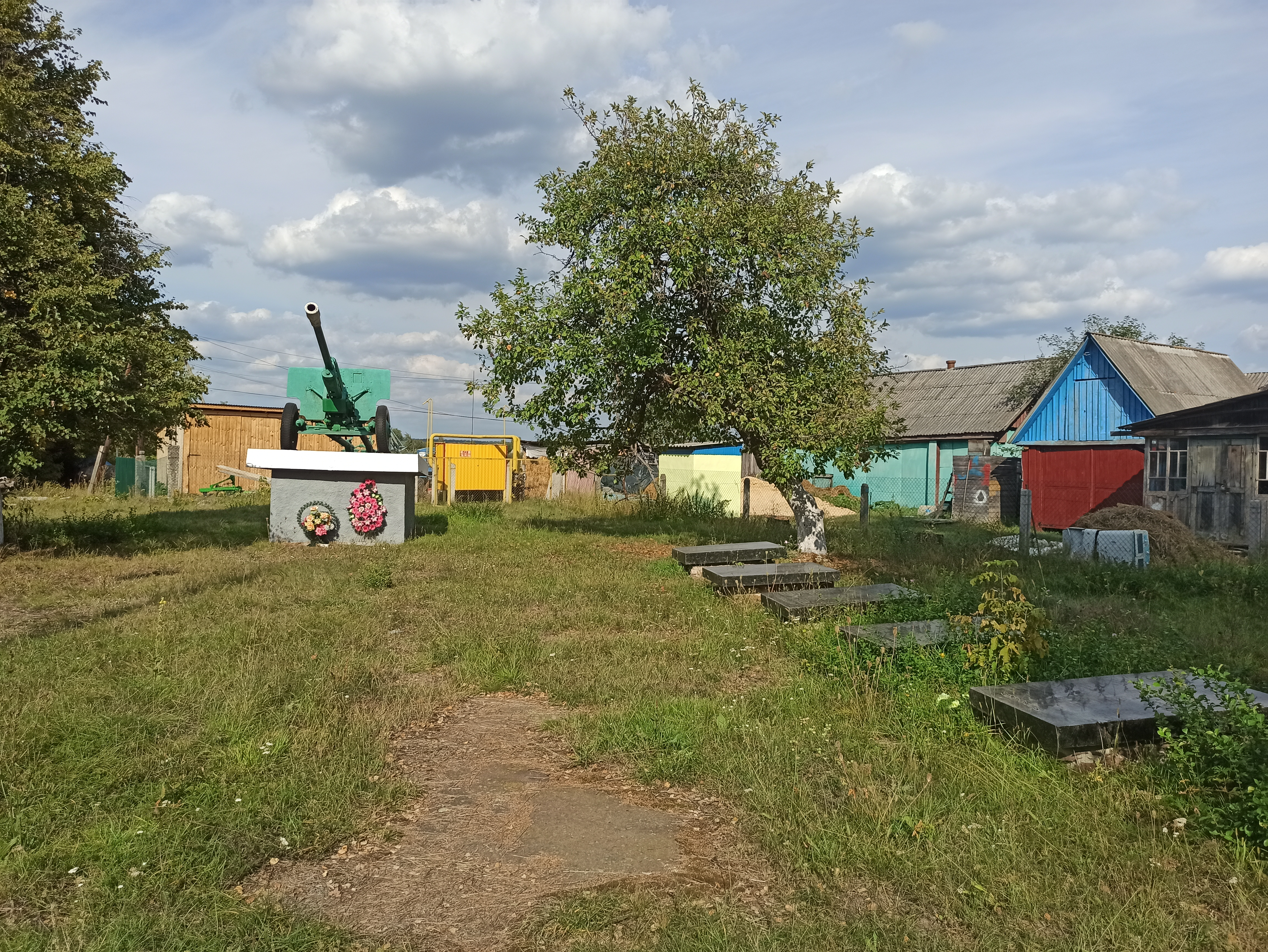
Weltkriegsdenkmal im Ort

Das erstmals 1545 schriftlich erwähnte Dorf liegt nördlich der Regionalstraße R-02, 45 km nordöstlich vom Rajonszentrum Korosten und 121 Kilometer vom Oblastzentrum Schytomyr entfernt.
Es lag ab 1795 im russischen Gouvernement Wolhynien, war ab 1923 ein Teil der Ukrainischen SSR, seit 1991 dann Teil der heutigen Ukraine.

## Verwaltungsgliederung
Am 12. Juni 2020 wurde das Dorf zum Zentrum der neugegründeten Landgemeinde Hladkowytschi (ukrainisch Гладковицька сільська громада/Hladkowyzka silska silska hromada), zu dieser zählten auch noch die Siedlung städtischen Typs Perschotrawnewe, die 9 in der untenstehenden Tabelle aufgelisteten Dörfer sowie die Ansiedlung Mahdyn, bis dahin bildete es zusammen mit den Dörfern Hladkowyzka Kamjanka, Hussariwka, Radtschyzi, Staschky und Towkatschi die gleichnamige Landratsgemeinde Hladkowytschi (Гладковицька сільська рада/Hladkowyzka silska rada) im Osten des Rajons Owrutsch.
Am 17. Juli 2020 kam es im Zuge einer großen Rajonsreform zum Anschluss des Rajonsgebietes an den Rajon Korosten.
Folgende Orte sind neben dem Hauptort Hladkowytschi Teil der Gemeinde:
| Name                     | Name                  | Name                                              |
| ukrainisch transkribiert | ukrainisch            | russisch                                          |
| ------------------------ | --------------------- | ------------------------------------------------- |
| Hladkowyzka Kamjanka     | Гладковицька Кам'янка | Гладковичская Каменка (Gladkowitschskaja Kamenka) |
| Hussariwka               | Гусарівка             | Гусаровка (Gussarowka)                            |
| Kamjaniwka               | Кам'янівка            | Каменевка (Kamenewka)                             |
| Lytschmany               | Личмани               | Личманы (Litschmany)                              |
| Mahdyn                   | Магдин                | Магдин (Magdin)                                   |
| Perschotrawnewe          | Першотравневе         | Першотравневое (Perschotrawnewoje)                |
| Radtschyzi               | Радчиці               | Радчицы (Radtschizy)                              |
| Sbrankiwzi               | Збраньківці           | Збраньковцы (Sbrankowzy)                          |
| Staschky                 | Сташки                | Сташки (Staschki)                                 |
| Towkatschi               | Товкачі               | Толкачи (Tolkatschi)                              |